# Nestabe de Gaza
Saint Nestabe de Gaza (+ entre 360 et 363), avec Eusèbe et Zénon, ses frères, ainsi que Nestor et Boussiris, sont des martyrs à Gaza en Palestine sous Julien.
Ce sont des saints chrétiens fêtés localement le 21 septembre,.